# Croton talaeporos
Espèce
Statut de conservation UICN

 NT  : Quasi menacé
Croton talaeporos est une espèce de plantes à fleurs du genre Croton et de la famille des Euphorbiaceae, présente au sud de la Somalie et au sud-est du Kenya.